# Samidare (tàu khu trục Nhật)

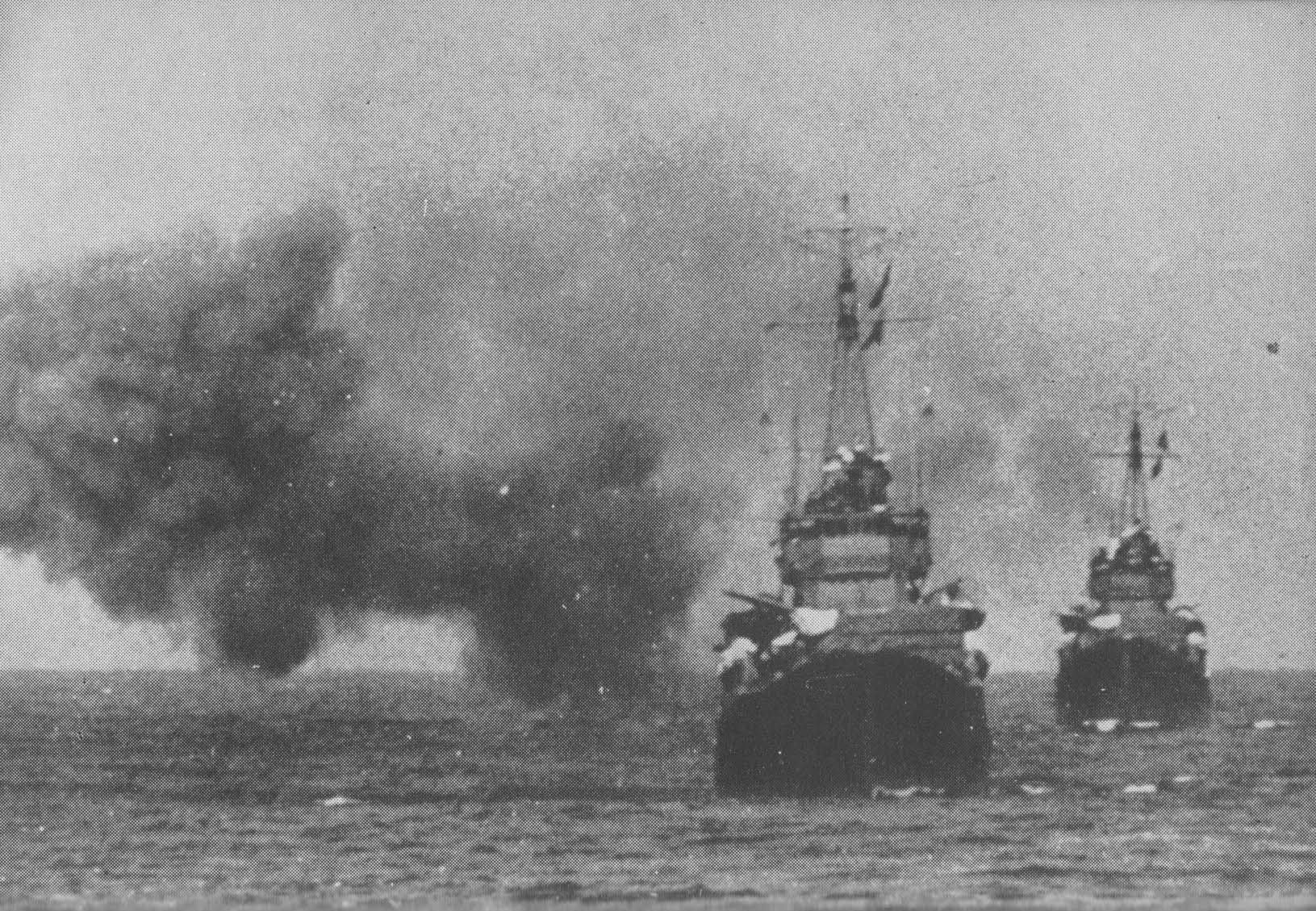
Các tàu khu trục Shigure và Samidare hoạt động ngoài khơi bờ biển Bougainville trong quần đảo Solomon, vài giờ trước trận Hải chiến Vella Lavella vào ngày 7 tháng 10 năm 1943.

Samidare (tiếng Nhật: 五月雨) là một tàu khu trục hạng nhất của Hải quân Đế quốc Nhật Bản, thuộc lớp tàu khu trục Shiratsuyu bao gồm mười chiếc. Samidare đã từng tham gia nhiều hoạt động tại Mặt trận Thái Bình Dương trong Chiến tranh Thế giới thứ hai, trước khi bị tàu ngầm Mỹ Batfish đánh chìm gần đảo Palau vào ngày 26 tháng 8 năm 1944.

## Thiết kế và chế tạo
Lớp tàu khu trục Shiratsuyu là phiên bản cải tiến dựa trên lớp tàu khu trục Hatsuharu, được thiết kế để tháp tùng lực lượng tấn công chủ lực của Hải quân Nhật Bản, và để tiến hành những cuộc tấn công cả ngày và đêm bằng ngư lôi nhằm vào Hải quân Hoa Kỳ khi chúng vượt băng qua Thái Bình Dương, theo kế hoạch của học thuyết chiến lược hải quân Nhật Bản. Mặc dù là một trong những lớp tàu khu trục mạnh mẽ nhất thế giới khi hoàn tất, không có chiếc nào sống sót qua cuộc Chiến tranh Thái Bình Dương.
Samidare, là chiếc thứ năm trong số sáu tàu khu trục được chế tạo trong Chương trình Bổ sung Vũ khí Hải quân Nhật Bản (1931) (Maru Ichi Keikaku); nó được đặt lườn tại xưởng đóng tàu của hãng Uraga Dock Company vào ngày 19 tháng 12 năm 1934, được hạ thủy vào ngày 6 tháng 7 năm 1935, và được đưa ra hoạt động vào ngày 19 tháng 1 năm 1937.

## Lịch sử hoạt động
Vào lúc xảy ra cuộc Tấn công Trân Châu Cảng, Samidare được phân về Khu trục đội 2 của Thủy lôi chiến đội 4 trực thuộc Hạm đội 2 Hải quân Đế quốc Nhật Bản cùng với các tàu chị em Murasame, Harusame và Yudachi; và đã khởi hành từ Quân khu Bảo vệ Mako tham gia cuộc chiếm đóng Philippines ("Chiến dịch M").
Từ tháng 1 năm 1942, Samidare tham gia các hoạt động tại Đông Ấn thuộc Hà Lan, bao gồm việc chiếm đóng đảo Tarakan, Balikpapan và phía Đông Java. Trong Trận chiến biển Java, Samidare đối đầu cùng một nhóm tàu tuần dương và tàu khu trục Đồng Minh. Quay trở lại vịnh Subic ở Philippines vào ngày 16 tháng 3, nó đã hỗ trợ cho cuộc phong tỏa vịnh Manila và chiếm đóng Cebu, rồi quay trở về Xưởng hải quân Yokosuka để sửa chữa vào đầu tháng 5. Trong trận Midway vào các ngày 4–6 tháng 6, nó nằm trong thành phần lực lượng đổ bộ lên Midway dưới quyền chỉ huy của Đô đốc Nobutake Kondō.
Từ giữa tháng 6, Samidare được điều sang Mergui ngang qua Singapore để gia nhập lực lượng dự định tấn công Ấn Độ Dương, nhưng chiến dịch này bị hủy bỏ do cuộc đổ bộ tại Guadalcanal. Samidare đã hộ tống cho thiết giáp hạm Mutsu trong Trận chiến Đông Solomons vào ngày 24 tháng 8. Trong gần hết tháng 9, Samidare đã hộ tống cho tàu chở thủy phi cơ Kunikawa Maru thám sát khu vực quần đảo Solomon và quần đảo Santa Cruz tìm địa điểm lập căn cứ thủy phi cơ phù hợp, và quay trở về Palau vào cuối tháng. Trong tháng 10, Samidare đã hộ tống các tàu chuyển binh lính đến Guadalcanal, và bị hư hại nhẹ trong một cuộc không kích vào ngày 14 tháng 10 do bom ném suýt trúng. Dù sao nó vẫn còn khả năng chiến đấu, và đã tiến hành các chuyến đi "Tốc hành Tokyo" vận chuyển tốc độ cao đến Guadalcanal và nhiệm vụ bắn pháo hỗ trợ, cùng tham chiến một lúc ngắn trong Trận Santa Cruz vào ngày 26 tháng 10 dưới sự chỉ huy của Đô đốc Takeo Kurita.
Sau khi được sửa chữa tại Truk, Samidare được phân về Lực lượng Bắn phá dưới quyền Chuẩn Đô đốc Abe Hiroaki, và đã tham gia trận Hải chiến Guadalcanal thứ nhất trong đêm 12–13 tháng 11 năm 1942. Mặc dù tham chiến trễ trong quá trình trận đánh, nó đã giúp vào việc đánh chìm tàu khu trục USS Monssen và gây hư hại cho tàu tuần dương hạng nhẹ USS Helena. Sau trận đánh, nó đã cứu vớt 207 người sống sót từ tàu khu trục chị em Yudachi bị hư hại nặng trong trận đánh, nhưng đã không thể đánh đắm xác tàu bỏ lại bằng ngư lôi.
Trong khuôn khổ trận Hải chiến Guadalcanal thứ hai trong đêm 14–15 tháng 11, cùng với tàu tuần dương Nagara  là soái hạm của hải đội, Samidare đã giúp vào việc đánh chìm các tàu khu trục USS Benham, USS Walke và USS Preston cùng làm hư hại nặng USS Gwin. Sau trận đánh, nó vớt những người sống sót từ chiếc thiết giáp hạm Kirishima, và đến được Truk vào ngày 18 tháng 11. Đến cuối tháng, nó quay về Yokosuka để sửa chữa. Vào cuối tháng 12, nó quay trở lại Truk trong thành phần hộ tống cho tàu tuần dương hạng nặng Takao.
Vào giữa tháng 1 năm 1943, Samidare hộ tống tàu sân bay Junyō từ Truk đến Palau và Wewak; và sau khi hỗ trợ cho việc triệt thoái lực lượng còn lại khỏi Guadalcanal vào tháng 2, nó được phân công bảo vệ các hoạt động vận chuyển binh lính đến New Guinea, Kolombangara và Tuluvu cho đến cuối tháng 4. Vào tháng 5, nó quay về Yokosuka trong thành phần lực lượng hộ tống cho thiết giáp hạm Yamato, và sau đó được điều đến các vùng biển phía Bắc cùng các tàu tuần dương Myōkō và Haguro để hỗ trợ cho việc triệt thoái lực lượng Nhật Bản khỏi đảo Kiska thuộc quần đảo Aleut. Nó quay trở về Yokosuka vào ngày 6 tháng 8 cùng với tàu tuần dương Maya để sửa chữa.
Vào tháng 9, Samidare hộ tống các tàu sân bay Taihō và Chūyō đi đến Truk, rồi sau đó hỗ trợ cho việc triệt thoái lực lượng khỏi Kolombangara; nó thoát khỏi một cuộc tấn công bởi các tàu khu trục Mỹ vào ngày 2 tháng 10 chỉ bị hư hại nhẹ. Trong trận Hải chiến Vella Lavella vào ngày 6-7 tháng 10, Samidare đã phóng ngư vào tàu khu trục USS Selfridge. Sau các hoạt động triệt thoái binh lính trong suốt tháng 10, Samidare có mặt trong Trận chiến vịnh Nữ hoàng Augusta vào ngày 2 tháng 11, nơi nó phóng ngư vào tàu khu trục USS Foote nhưng cũng bị hư hại đáng kể do hai phát đạn pháo bắn trúng và va chạm với tàu khu trục chị em Shiratsuyu khiến hư hại mũi tàu. Nó quay về Xưởng hải quân Yokosuka để sửa chữa vào giữa tháng 12.
Vào tháng 4 năm 1944, Samidare hộ tống các đoàn tàu vận tải chuyển binh lính từ Nhật Bản đến Saipan, và tiếp tục đi đến Truk và Palau. Vào ngày 27 tháng 4, nó trợ giúp vào việc cứu vớt những người sống sót từ tàu tuần dương Yubari bị trúng ngư lôi. Trong tháng 5 và đầu tháng 6, Samidare hỗ trợ cho việc triệt thoái lực lượng khỏi Biak và các địa điểm khác tại Đông Ấn thuộc Hà Lan. Nó tham gia Trận chiến biển Philippine vào ngày 19-20 tháng 6 trong thành phần lực lượng đặc nhiệm của Đô đốc Takatsugu Jōjima. Đến tháng 7, nó hộ tống một đoàn tàu vận tải chuyển binh lính đến Okinawa và đến Lingga, rồi quay trở lại cùng với tàu tuần dương Kinu đến Palau vào tháng 8. Tuy nhiên, vào ngày 18 tháng 8, Samidare bị mắc cạn tại bãi san hô Velasco gần đảo Palau, ở tọa độ 08°10′B 134°38′Đ / 8,167°B 134,633°Đ. Đến ngày 25 tháng 8, nó trúng ngư lôi phóng từ tàu ngầm USS Batfish. Chiếc tàu khu trực bị vỡ làm đôi, phần đuôi bị chìm ngay, trong khi phần mũi sau đó bị chính quân Nhật phá hủy.
Samidare được rút khỏi danh sách Đăng bạ Hải quân vào ngày 10 tháng 10 năm 1944.